# Peter Finch
Peter Finch (28. září 1916 – 14. ledna 1977) byl australský herec, držitel Oscara za nejlepší herecký výkon ve filmu Network z roku 1976.
Od deseti let žil v Austrálii, kde začínal s herectvím v kočovné společnosti George Sorlieho. Jeho prvním hraným filmem byla v roce 1938 komedie Dad and Dave Come to Town. V roce 1946 založil Mercury Theatre, kde ho objevil Laurence Olivier a pozval do Anglie, aby hrál v Old Vic. V roce 1952 ho Ken Annakin obsadil do filmu Příběh Robina Hooda a jeho družiny. Spolupracovali s ním také režiséři Fred Zinnemann (Příběh jeptišky), Robert Aldrich (Let Fénixe) a John Schlesinger (Daleko od hlučícího davu).
Pětkrát mu byla udělena Cena BAFTA za nejlepší mužský herecký výkon v hlavní roli. V roce 1961 získal cenu pro nejlepšího herce na Berlinale za film No Love for Johnnie a na Mezinárodním filmovém festivalu v Moskvě za Soudní procesy s Oscarem Wildem. Za roli doktora Hirshe ve filmu Mizerná neděle obdržel v roce 1971 cenu Národní společnosti filmových kritiků a byl nominován na Oscara.
Zemřel na infarkt v Beverly Hills Hotelu při natáčení filmu Operace Blesk. Stal se prvním hercem v historii, jemuž byl udělen posmrtně Oscar za hlavní roli.